# Sokil Kiev
Sokil Kiev (ukrainska:Хокейний клуб Сокіл Київ) är en ishockeyklubb från Kiev, Ukraina. Klubben bildades som HK Dynamo Kiev år 1963.

## Turneringsvinster
Eastern European Hockey League Championship: (2) 1998, 1999

 Ukrainska mästare i ishockey: (12) 1994, 1996, 1997, 1998, 1999, 2003, 2004, 2005, 2006, 2008, 2009, 2010

 Danube Cup: (2) 1968, 1970

 Tampere Cup: (1) 1989

## Klubbens huvudtränare
- Dmitri Boginov, 1963–69
- Igor Shichkov, 1969–74
- Vladimir Egorov, 1974–76

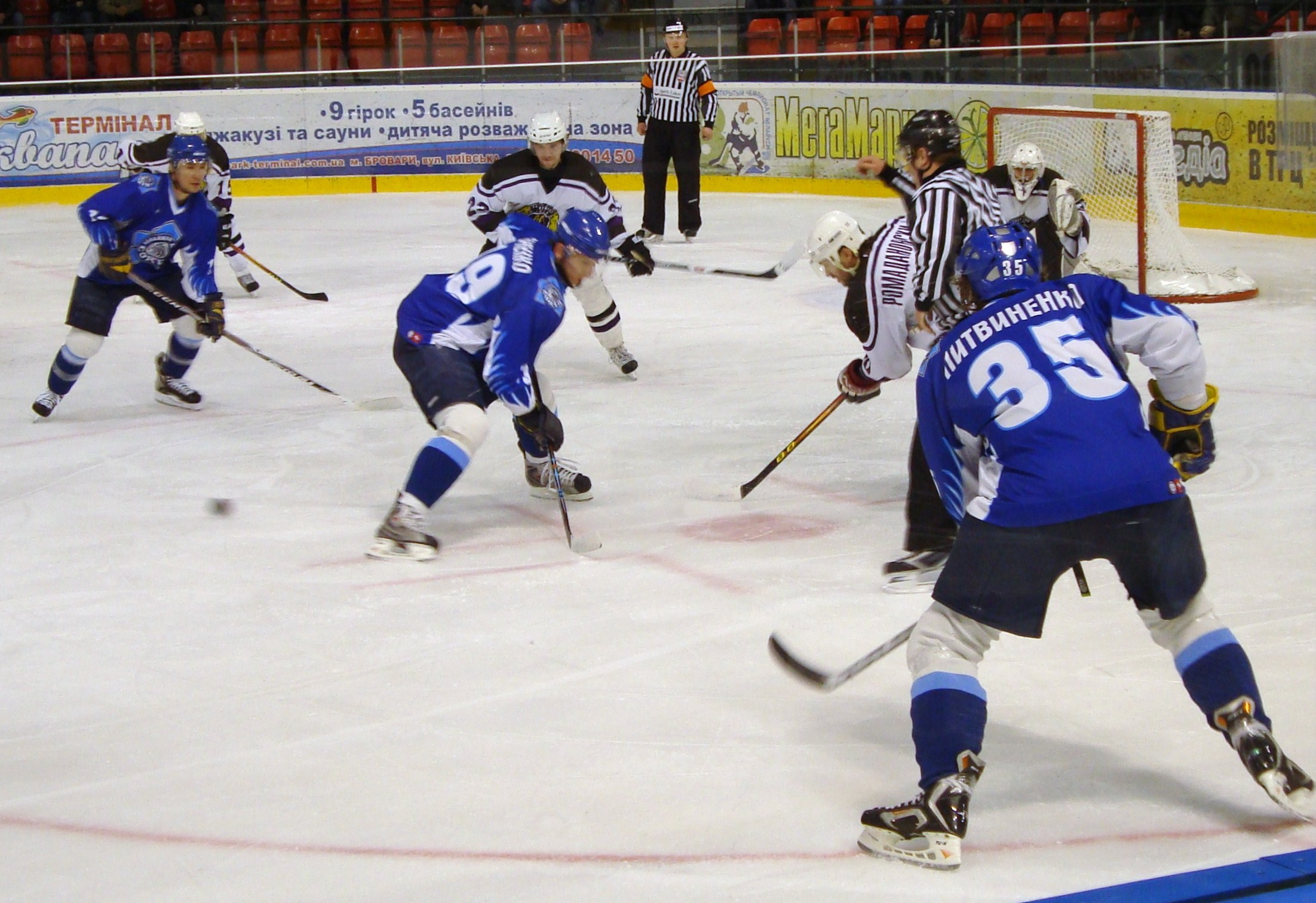
Sokil under tiden klubben spelade i Vitryska Extraleague

- Anatoly Egorov, 1976-77  (Until November 1977)
- Anatoli Bogdanov, 1977–91
- Alexander Fadeev, 1991–1996
- Alexei Boginov 1996-97
- Oleksandr Seukand 1997-99
- Aleksandr Kulikov 1999-01
- Oleksandr Seukand 2001–2011
- Oleksandr Hodyniuk 2011–2013
- Serhiy Lubnin 2013–nuvarande[2]